# 矢柜峠

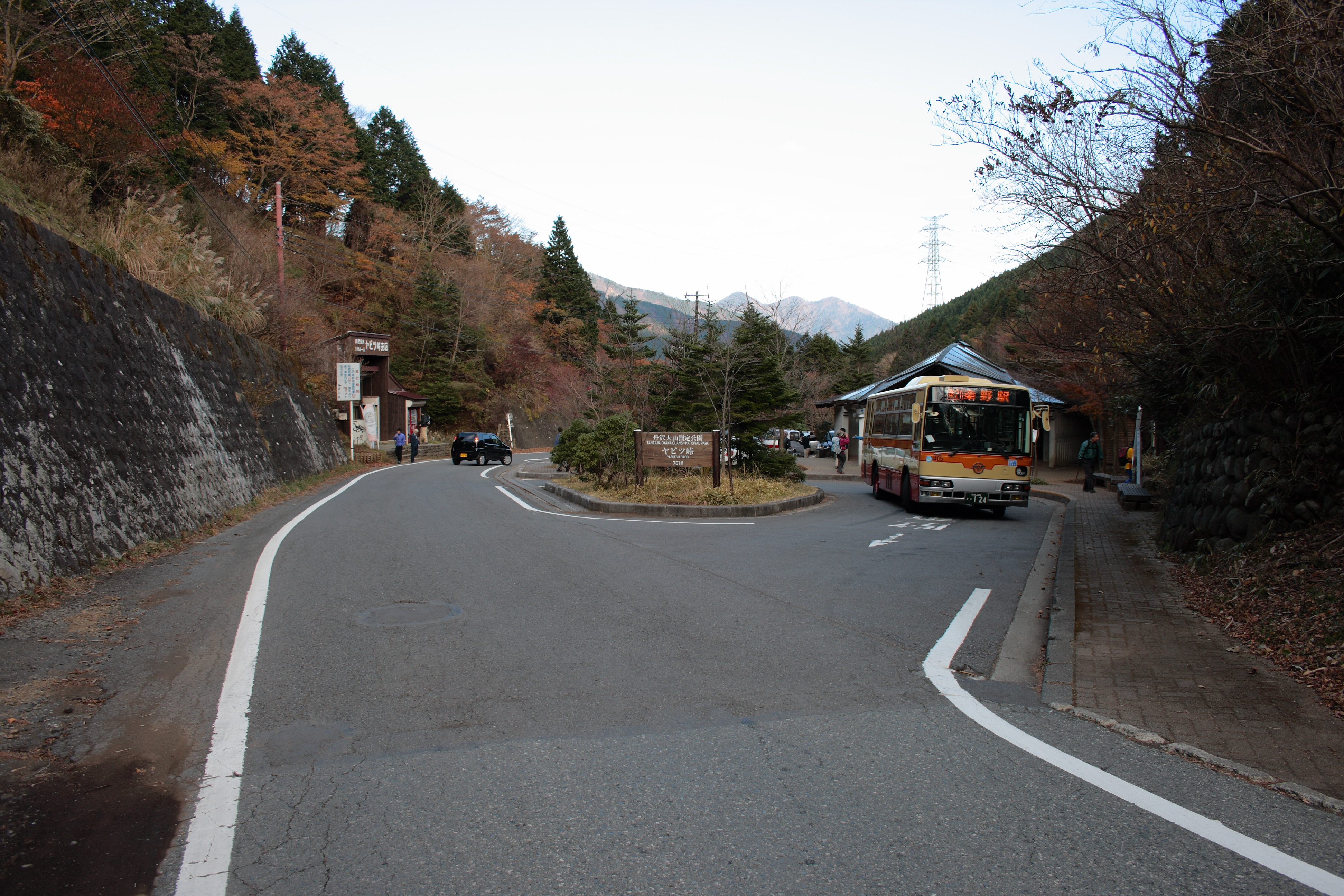
矢柜山口全景 后面是丹泽三峰

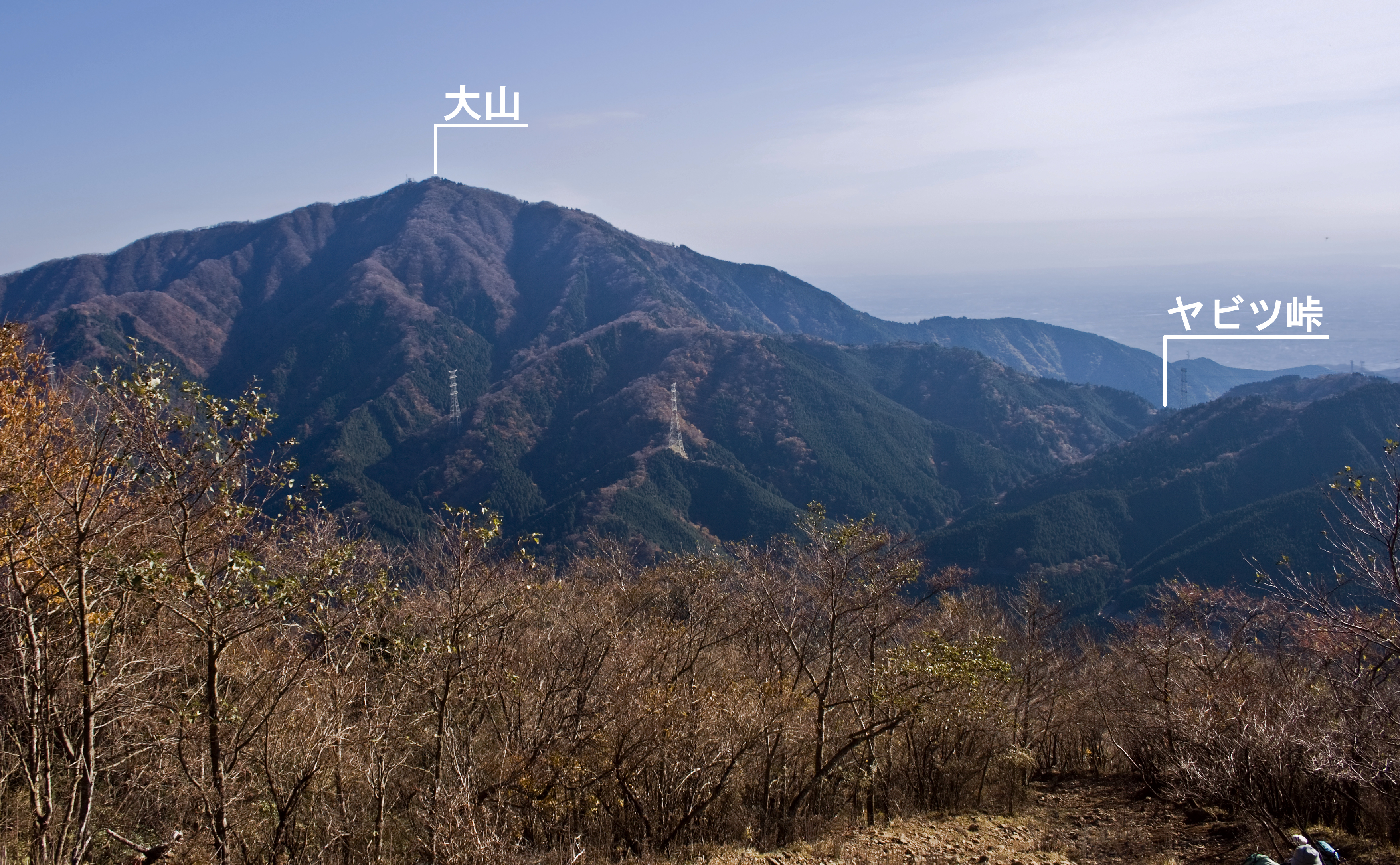
大山和矢柜山口 （在二之塔拍摄）

矢柜山口（日语： Yabitsu Tōge）是位于日本神奈川县秦野市标高761米的山口。神奈川县道70号秦野清川线经过此处。
矢柜山口是唯一南北贯穿丹泽山地的交通要道。虽然丹泽山地西面有犬越路。但由于山石滚落的原因犬越路南面的犬越路林道和北面的神之川林道禁止车辆通行。矢柜山口最大坡度为10%，是暴走族多发地段。途中菜之花台是眺望太平洋的绝好景点。
这里也是攀登大山和丹泽山的起点。天好的季节登山者络绎不绝。
乘小田急小田原线在秦野站下车，换乘神奈川中央交通巴士可到矢柜山口。但是巴士的班次比较少。

## 與矢柜峠(又稱矢柜山口)相關的作品
- 頭文字D